# Crenias
Crenias là một chi thực vật có hoa trong họ Podostemaceae.

## Loài
Chi Crenias gồm các loài: